# China Anne McClain
China Anne McClain, född 25 augusti 1998 i Decatur (en förort till Atlanta), Georgia, är en amerikansk skådespelerska och sångerska.  
Hennes karriär inleddes år 2005, då hon spelade rollen som Alexis i filmen The Gospel. Hon har efter detta bland annat spelat rollen som Jazmine Payne i TV-serien Tyler Perry's House of Payne, Charlotte McKenzie i filmerna Grown Ups och Grown Ups 2, Chyna Parks i Disney Channel-serien A.N.T. – Avancerad Ny Talang (engelska: A.N.T. Farm) (hennes internationella genombrott) och Uma i Disney Channel-filmerna Descendants 2 och Descendants 3. 
China Anne McClain är syster till Sierra och Lauryn McClain, som sjunger tillsammans med henne i musikgruppen Thriii (tidigare känd som bland annat McClain Sisters). Utöver de bägge systrarna så har hon även en yngre bror, Gabriel McClain.

## Film
- 2005 – The Gospel
- 2006 – Madea's Family Reunion
- 2007 – Dennis firar jul
- 2007 – Daddy's Little Girls
- 2008 – Six Blocks Wide
- 2009 – Hurricane Season
- 2010 – Grown Ups
- 2013 – Grown Ups 2
- 2014 – How to Build a Better Boy
- 2017 – Descendants 2
- 2019 – Descendants 3

## TV
- 2006 – Tyler Perry's House of Payne (TV-serie)
- 2008 – Jimmy Kimmel Live! (TV-serie)
- 2009 – Hannah Montana (TV-serie)
- 2009 – Jack and Janet Save the Planet
- 2009 – NCIS (TV-serie)
- 2010 – Jonas L.A. (TV-serie)
- 2011 – Magi på Waverly Place (TV-serie)
- 2011–2014 – A.N.T. – Avancerad Ny Talang (TV-serie) (A.N.T. Farm)
- 2011 – PrankStars (TV-serie)
- 2012 – Doc McStuffins (TV-serie)
- 2014 – Sing Your Face Off (TV-serie)
- 2014 – R. L. Stine's The Haunting Hour: The Series (TV-serie)
- 2015 – Bones (TV-serie)
- 2015 – VeggieTales in the House (TV-serie)

## Diskografi
Soundtrack album
- 2011 – A.N.T. Farm Soundtrack
- 2017 – Descendants 2 (Original TV Movie Soundtrack)

Singlar
- 2011 – "Dynamite"
- 2011 – "Calling All the Monsters"
- 2017 – "What's My Name" (med Thomas Doherty och Dylan Playfair)

Singlar med McClain (band)
- 2012 – "Go"
- 2014 – "He Loves Me"